# Ferrocarriles de vía estrecha

Carte du réseau régional et interrégional

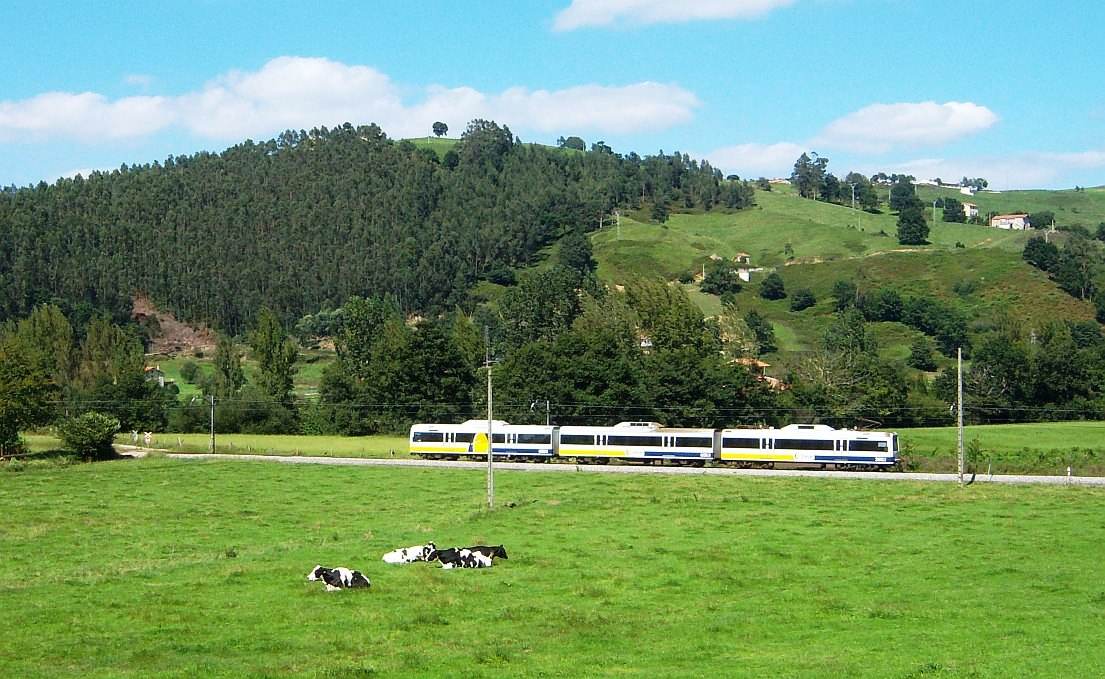
Train sur la ligne Santander-Liérganes.

Ferrocarriles de vía estrecha (Feve, en français : « Chemins de fer à voie étroite ») est une entreprise ferroviaire espagnole dont le siège est situé à Madrid et qui a exploité, de 1965 à 2012, le réseau, principalement à voie métrique, du nord de l'Espagne. Cette compagnie exploitait également un train dénommé « El Transcantábrico », un « hôtel sur rails » qui permettait de découvrir d'une manière originale la corniche cantabrique.
La société a disparu le 31 décembre 2012, en raison de l'unification des opérateurs ferroviaires en Espagne. L'infrastructure a été transférée à l'Adif, l'exploitation des trains à la Renfe et la maintenance du matériel roulant à Renfe Integria.

## Le réseau
le réseau des Feve comprend 1 269 km de lignes à voie métrique, dont 392 km électrifiés en courant continu 1 500 V.
Longueur de lignes par provinces et communautés autonomes :
- Galice : 154 km.
- Asturies : 475,42 km.FEVE Asturias
- Cantabrie : 195,8 km.
- Pays basque : 75,1 km.
- Castille et León : 274,4 km.
- Murcie : 19,5 km.

Le réseau se situe principalement dans le nord de l'Espagne. Les deux axes principaux sont les suivants :
- Ferrol - Bilbao (qui longe la côte nord de l'Espagne et traverse les provinces de La Corogne, de Lugo, des Asturies, de Cantabrie et de Biscaye),
- Bilbao - León (qui traverse les provinces de Biscaye, Burgos, Palencia et León).

Le réseau des Feve dessert notamment les ports de Bilbao, Santander, Gijón, Avilés et Trasona.

## Parc de matériel roulant
Le parc comprend notamment :
- 44 locomotives diesel, 17 locomotives mixtes électriques et diesel-électriques ;
- 49 rames automotrices électriques, 39 rames automotrices diesel (dont 27 diesel-électriques) ;

## Quelques chiffres
Trafic annuel (2003) :
- Transport de voyageurs : 12,3 millions de voyageurs (233,6 millions de voyageurs-km), dont :
  - banlieue : 11,8 millions de voyageurs (203,7 millions de voyageurs-km),
  - transport régional : 0,45 million de voyageurs (29,9 millions de voyageurs-km).
- Transport de marchandises : 3,1 millions de tonnes (432,7 millions de tonnes-km).
  - Principales marchandises transportées : charbon et produits sidérurgiques.

L'effectif du personnel est d'environ 2000 salariés.

## Histoire
À la suite de la création de la Renfe en 1941, les lignes à voie large jusqu'alors exploitées par l'« Exploitation des chemins de fer de l'État » (Explotación de Ferrocarriles por el Estado) furent transférées à la nouvelle société publique. En compensation, l'« Exploitation des chemins de fer de l'État »  reçut la charge d'exploiter les lignes à voie étroite que leurs concessionnaires ne pouvaient plus conserver. Le 13 juillet 1950, cet organisme reçut la personnalité juridique et le patrimoine correspondant, devenant ainsi une entité autonome rattachée au ministère des travaux publics. Par la suite, il prit en charge de nombreuses autres lignes à voie étroite, souvent en situation financière difficile. Cette situation conduisit à modifier ses statuts en 1965 et sa transformation en Feve, établissement public doté d'une certaine autonomie de gestion et donc à même de prendre ses décisions plus rapidement. En 1972, son statut changea à nouveau, les Feve devenant une entreprise publique à caractère commercial.
À partir de 1978, à la suite de la réforme de l'État et de la création de communautés autonomes, plusieurs lignes furent transférées aux nouvelles autorités régionales, notamment en 1978 en Catalogne (création des FGC), en 1979 au Pays basque pour une partie du réseau (création d'Euskotren), en 1986 en Communauté valencienne (création des FGV) et en 1994 à Majorque (création des SFM (es)).
Feve est dissoute le 31 décembre 2012. L'exploitation de ses lignes est repris par Renfe Feve, filiale de l'opérateur national Renfe Operadora, qui devient en 2021 Renfe Cercanías AM.